# Frata
Frata es una comuna de Rumania, en el distrito de Cluj. Su población en el censo de 2002 era de 4.386 habitantes.
- Datos: Q12724772
- Multimedia: Frata, Cluj / Q12724772

1. ↑  Worldpostalcodes.org,código postal n.º 407285.